# Bernhard Häring

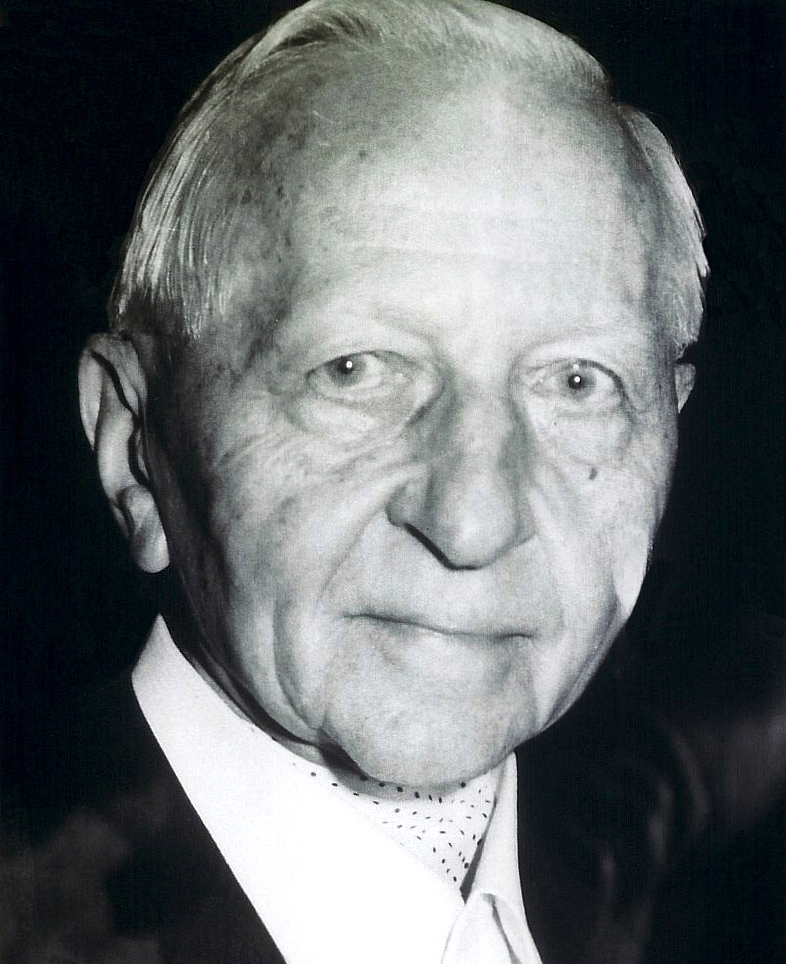
Bernhard Häring (1912–1998)

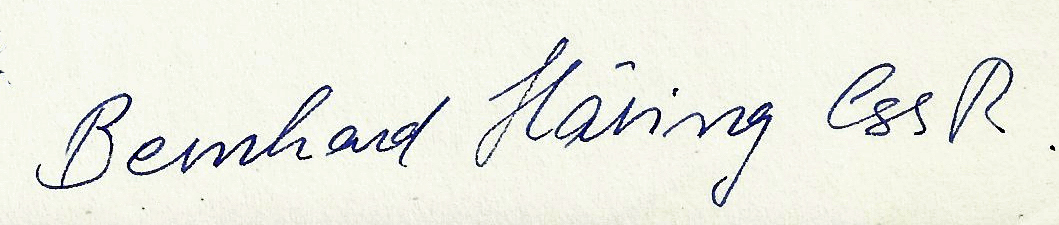
Bernhard Häring: Signatur 1963

Bernhard Häring CSsR (* 10. November 1912 in Böttingen bei Spaichingen; † 3. Juli 1998 in Haag in Oberbayern) war römisch-katholischer Moraltheologe und Geistlicher des Redemptoristenordens.

## Leben
Bernhard Häring war bäuerlicher Herkunft. In den Redemptoristenorden trat er 1932 ein und wurde 1938 zum Priester geweiht. Sein Ordensoberer beauftragte ihn 1939 angesichts der in der Kirche herrschenden totalitären und repressiven Stimmung mit der „gründliche[n] Erneuerung der Moral“.
Er war einer der ersten katholischen Priester, die im November 1939 gemäß Geheimanhang zum Reichskonkordat zum Sanitätsdienst einberufen wurden. Im Zweiten Weltkrieg war er als Sanitätsfeldwebel in Frankreich, Russland und Polen eingesetzt. Nach achtwöchiger Ausbildung in München wurde er zu einer Infanteriedivision abgestellt. Von Januar bis September 1940 konnte er dank einer Freistellung vor Priesteramtskandidaten kurz vor deren Weihe über Moral dozieren. Trotz der Verbote wurde er immer wieder seelsorgerisch tätig und las Gottesdienste, einschließlich einer Weihnachtsmesse bei einem Verband der Waffen-SS. Dabei erlebte er Ablehnung, Duldung oder Unterstützung. In Russland taufte er auf Bitten hin ungezählte Kinder orthodoxer Christen. Bei Kriegsende kam er auf der Halbinsel Hela in Gefangenschaft. Alsbald übernahm er in Heisternest (heute: Jastarnia) mit Hilfe von Freunden unbemerkt die Aufgaben eines Pfarrers. Ebenso erhielt er einen polnischen Reisepass, mit dem er im Oktober über Berlin und Heiligenstadt rechtzeitig zur Goldenen Hochzeit seine Eltern erreichen konnte.
Um sein Doktorat zu erlangen (er promovierte bei Theodor Steinbüchel), immatrikulierte sich im September 1940 an der Theologischen Fakultät Tübingen, musste jedoch unmittelbar danach eine Ausbildung in Augsburg absolvieren und wurde gegen Ende 1940 einer Infanteriedivision bei Bayeux zugeteilt. Seine Kriegserfahrungen gründeten seinen „tiefen Glauben an das Gute in allen Menschen“. Er war sicher, dass er die göttliche Vorsehung bei seinem Kriegseinsatz erfahren und verspüren konnte, sie „gesehen und mit seinem Leben berührt“ habe. Seine Erlebnisse hatten ihn dazu gebracht, „gegen eine einseitige Gehorsamsmoral Stellung zu nehmen und Sprecher sowohl einer Gesinnungs- wie einer Verantwortungsethik zu werden“.
Von 1947 bis 1951 war er an der Philosophisch-Theologischen Hochschule der Redemptoristen in Gars am Inn und von 1951 bis 1987 Professor für Moraltheologie an der Theologischen Hochschule der Redemptoristen Accademia Alfonsiana in Rom. Dort schrieben auch spätere polnische Moraltheologen unter seiner Leitung ihre Doktorarbeit. Vor ihnen und anderen hielt er 1972 auf Einladung der Katholischen Akademie in Warschau und der Vereinigung der polnischen Moraltheologen eine Vorlesung. Als Gast-Professor lehrte er an der Yale-Universität in New Haven (Connecticut) und am Union Theological Seminary in the City of New York.
Auf dem Zweiten Vatikanischen Konzil war er theologischer Berater, arbeitete an mehreren Konzilstexten mit, am intensivsten an der Pastoralkonstitution Gaudium et spes und war Konsultor des Sekretariats für die Nichtglaubenden. In Folge seines Wirkens in Polen wurde er von den polnischen Bischöfen regelmäßig zum Essen eingeladen. Der für Jastarnia (Heisternest) zuständige Bischof begrüßte ihn „jedesmal mit besonderer Herzlichkeit“.
Beim KirchenVolksBegehren 1995 war er einer der Erstunterzeichner und betonte „Unsere Hoffnung für die Kirche und unsere Freude an allem, was in der Kirche lebensträchtig und dem Evangelium treu ist, darf uns weder blind noch stumm machen angesichts von gefährlichen Mangelerscheinungen und lebensfremden Praktiken und Strukturen“.
Häring hat eine biblisch orientierte, personale Moraltheologie begründet, indem er im Gegensatz zu anderen Moraltheologen weder Kataloge der Tugenden und der Sünden  verfasste noch sie bewertete, sondern vom Gebot der Liebe als Mittelpunkt ausging. Damit hat er die weitere Entwicklung dieser Disziplin maßgeblich beeinflusst. Ökumenisches Gespräch und Dialog mit der modernen, pluralistischen Kultur prägten zunehmend seine Arbeit.
Häring verfasste zahlreiche Werke zur Moraltheologie und zu Zeitfragen. Vor allem durch seine zwei Standardwerke der Moraltheologie Das Gesetz Christi (1954) und Frei in Christus (1979–1981) wurde er weltweit bekannt. Die Bibliothek der Redemptoristen in Gars am Inn, wohin Häring 1988 mit einem Großteil seiner Schriften übersiedelte, hat insgesamt etwa 430 verschiedene Ausgaben seiner Werke in 17 Sprachen nachgewiesen.
In seinen letzten Lebensjahren litt er an den Folgen einer Kehlkopfkrebserkrankung. Gleichzeitig hatte er bis zuletzt mit Lehrbeanstandungsverfahren durch die Glaubenskongregation zu kämpfen. Sie blieben aber alle ohne Erfolg.
Häring starb am 3. Juli 1998 wenige Tage nach einem Gehirnschlag im Krankenhaus Haag (Kreis Mühldorf am Inn). Sein schlichtes Grab befindet sich auf dem Garser Klosterfriedhof.

## Werke  (Auswahl)
- Das Heilige und das Gute. Religion und Sittlichkeit in ihrem gegenseitigen Bezug. Erich Wewel Verlag, (Diss.) Krailling vor München 1950. Übersetzungen in: Französisch, Italienisch, Polnisch.
- Das Gesetz Christi. Moraltheologie. Dargestellt für Priester und Laien. Erich Wewel Verlag, Freiburg i. Br. 1. Auflage in einem Band: 1954. 8., neubearbeitete Auflage in 3 Bänden 1967. Übersetzungen in: Chinesisch, Englisch, Französisch, Italienisch, Japanisch, Kroatisch, Niederländisch, Polnisch, Portugiesisch, Spanisch, Ungarisch.
- Soziologie der Familie. Die Familie und ihre Umwelt. Otto Müller Verlag, Salzburg 1954. Übersetzung in: Englisch, Niederländisch.
- Macht und Ohnmacht der Religion. Religionssoziologie als Anruf.  Otto Müller Verlag, Salzburg 1956. Übersetzung in: Französisch, Italienisch, Niederländisch, Polnisch, Portugiesisch, Spanisch.
- Christ in einer neuen Welt. Lebensgestaltung aus dem Glauben. Erich Wewel Verlag, Freiburg i. Br. 1960. Übersetzungen in: Englisch, Französisch, Italienisch, Niederländisch, Portugiesisch, Slowenisch Spanisch.
- Ehe in dieser Zeit. Otto Müller Verlag, Salzburg 1960. Übersetzungen in: Englisch, Italienisch, Polnisch, Portugiesisch, Spanisch
- Die gegenwärtige Heilsstunde. Gesammelte Aufsätze. Erich Wewel Verlag, Freiburg i. Br. 1964. Übersetzungen in: Englisch, Italienisch, Koreanisch, Portugiesisch, Spanisch
- Liebe ist mehr als Gebot. Lebenserneuerung aus dem Geist der Bergpredigt. Erich Wewel Verlag, München und Freiburg i. Br. 1968. Übersetzungen in: Französisch, Italienisch, Portugiesisch, Spanisch, Tschechisch
- Personalismus in Philosophie und Theologie.  Erich Wewel Verlag, München und Freiburg i. Br. 1968. Übersetzungen in: Englisch, Italienisch, Spanisch
- Heilender Dienst. Ethische Probleme der modernen Medizin. Matthias Grünewald Verlag, Mainz 1972. ISBN 3-7867-0366-3. Übersetzungen in: Englisch, Französisch, Italienisch, Polnisch, Portugiesisch, Spanisch
- Frei in Christus. Moraltheologie für die Praxis des christlichen Lebens. 3 Bände. Verlag Herder, Freiburg i.Br, Basel, Wien 1979–1981, Sonderausgabe 1989. Übersetzungen in: Englisch, Französisch, Italienisch, Japanisch, Portugiesisch, Spanisch. ISBN 3-451-21604-3
- Als es um’s Überleben ging. Kriegserinnerungen eines Priesters. Widmung: „Meinen polnischen Freunden in Jastarnia in Dankbarkeit zugeeignet“, Styria Verlag, Graz, Wien, Köln 1977. ISBN 3-222-11026-3. Übersetzungen in: Englisch, Französisch, Italienisch, Spanisch
- Die Heilkraft der Gewaltfreiheit. Patmos Verlag, Düsseldorf 1986. ISBN 3-491-77650-3.
- Meine Erfahrung mit der Kirche. Von B. Häring aus seiner italienischen Ausgabe Fede storia morale (Rom 1989) übersetzt. Verlag Herder, Freiburg i. Br., Basel, Wien 1989, 8. Aufl. 1992. ISBN 3-451-21620-5. Weitere Übersetzungen in:  Englisch, Französisch, Portugiesisch, Spanisch, Tschechisch
- Ausweglos? Zur Pastoral bei Scheidung und Wiederverheiratung. Ein Plädoyer. Verlag Herder, Freiburg i. Br., Basel, Wien 1989. ISBN 3-451-21605-1. Übersetzungen in: Englisch, Französisch, Italienisch, Niederländisch Portugiesisch, Spanisch
- Geborgen und frei. Mein Leben Verlag Herder, Freiburg i. Br., Basel, Wien 1997. ISBN 3-451-26385-8. Übersetzungen in: Englisch und Slowenisch 1997 ISBN 3-451-26385-8
- Meine Hoffnung für die Kirche. Kritische Ermutigungen. Verlag Herder, Freiburg i. Br., Basel, Wien 1. u. 2. Aufl. 1997. ISBN 3-451-26159-6. Italienisch: Brescia 1994, 2. Aufl. 1995; 1997. Portugiesisch und Spanisch 1995.
- Ich habe deine Tränen gesehen. Trostbuch für Kranke und ihre Wegbegleiter. Herder 1998. ISBN 3-451-26684-9
- Moraltheologie für das dritte Jahrtausend (Original: Teologia morale verso il terzo millennio). Styria Verlag, Graz, Wien, Köln 1999 ISBN 3-222-12680-1
- Die Ethik der Bergpredigt. Die acht Seligpreisungen (original: Beatitudini). Styria Verlag, Graz, Wien, Köln 2000. ISBN 3-222-12785-9

## Auszeichnungen
- 1962 Dr. h. c. of Laws. Saint Joseph’s College, Indiana, USA
- 1966 Dr. h. c. of Laws. University of Notre Dame, Indiana, USA
- 1966 Dr. h. c. of Laws. Saint Francis College, Biddeford, ME, USA
- 1967 Dr. h. c. of Humane Letters. Wagner College, Staten Island, New York, USA
- 1967 Dr. h. c. La Salle College, Philadelphia, USA
- 1971 National Catholic Book Award der Catholic Press Association, USA und Kanada
- 1973 Wlodzimierz Pietrzak Preis, Polen
- 1975 Ehrenbürger der Stadt Baltimore, MD, USA
- 1975 Certificate of Appreciation durch den Cosmos Club, Washington, D.C.
- 1980 Dr. h. c. of Humane Letters. Elms College, Chicopee, MA, USA
- 1981 Verdienstmedaille des Landes Baden-Württemberg
- 1983 Großes Verdienstkreuz des Verdienstordens der Bundesrepublik Deutschland
- 1989 Ehrenbürger seiner Heimatgemeinde Böttingen
- 1997 Bayerischer Verdienstorden[6]